# Pidlisți, Mlîniv
Pidlisți (în ucraineană Підлісці) este un sat în comuna Iaroslavîci din raionul Mlîniv, regiunea Rivne, Ucraina.

## Demografie
Componența lingvistică a localității Pidlisți
     Ucraineană (97,65%)
     Rusă (2,35%)
Conform recensământului din 2001, majoritatea populației localității Pidlisți era vorbitoare de ucraineană (97,65%), existând în minoritate și vorbitori de rusă (2,35%).